# Ernst Jedliczka
Ernst Jedliczka   (Poltava, 5 de juny de 1855 - Berlín, 3 d'agost de 1904) va ser un pianista rus-alemany, pedagog de piano i crític musical. L'Encyclopædia Britannica, a la seva 11a edició, va afirmar que Jedliczka "va fer molt per difondre la música russa a Alemanya, situant els compositors russos en un lloc destacat dins dels seus concerts i dedicant-los a una sèrie d'articles".

## Biografia
Jedliczka era fill del compositor ucraïnès Alois Jedliczka. El 1876 va obtenir diplomes en matemàtiques i física a la Universitat Estatal de Sant Petersburg. Després va cursar estudis al Conservatori de Moscou, on va ser alumne de piano d'Anton Rubinstein, Nikolai Rubinstein i Charles Klindworth. Després de graduar-se del Conservatori de Moscou el 1879, va ensenyar a la facultat de piano del mateix Conservatori del 1880 al 1887. Després va ensenyar al Conservatori Klindworth-Scharwenka de Berlín del 1888 al 1897 i al Conservatori Stern des del 1897 fins a la seva mort el 1904. Entre els seus notables alumnes hi havia Charles Tomlinson Griffes, William Henry Hewlett, John J. McClellan, Arthur Nevin, Olga Samaroff i Bruno Seidler-Winkler.
Jedlickza era membre d'un notable trio a Berlín, entre els quals hi havia el violinista Karel Halíř i el violoncel·lista Hugo Dechert. El trio va presentar notablement les estrenes mundials i les estrenes de Berlín de diverses obres de Hans Pfitzner. També va escriure crítiques musicals al diari alemany "Allgemeine deutsche Musikzeitung" durant molts anys. Va morir a Berlín als 49 anys.

## Esposa
El 1881 Jedliczka es va casar amb Maria Wiedring (nascuda el 17 de maig de 1865), membre d'una família alemanya de Moscou. Va estudiar piano al Conservatori de Moscou (1877-1882). Després de la mort d'Ernst, va continuar sent una de les amigues properes de Pfitzner. Ella és la dedicatòria del compositor rus Mili Balàkirev de Dumka per a piano (1900).